# Gleb Nikitine
Gleb Sergueïevitch Nikitine (russe : Глеб Сергеевич Никитин ; né le 24 août 1977 à Léningrad, RSFS de Russie, URSS) est un homme politique et homme d'État russe. Il est gouverneur de l'oblast de Nijni Novgorod depuis le 26 septembre 2018.

## Éducation
En 1999, Nikitine est diplômé de l'université d'État d'économie de Saint-Pétersbourg avec un diplôme en finance et crédit. En 2004, il est diplômé de la faculté de droit de l'université d'État de Saint-Pétersbourg, avec une majeure en jurisprudence. En 2007, il a soutenu sa thèse à l'université financière du gouvernement de la fédération de Russie, où il était candidat en sciences économiques. En 2008, il est diplômé de l'Académie présidentielle russe d'économie nationale et d'administration publique.
En février 2012, il a obtenu son diplôme avec mention d'un programme de MBA. En 2016, il a été certifié par l'association russe de gestion de projet SOVNET, en tant que directeur de projet certifié IPMA niveau A. 

## Carrière

### Comité de Saint-Pétersbourg pour la gestion des biens municipaux
De 1999 à 2004, Nikitine a travaillé au sein du Comité de gestion des biens de la ville de Saint-Pétersbourg. Il a occupé les postes de grand spécialiste, de chef de département et de chef du bureau de la disposition des biens de l'État. À ces postes, il a supervisé la gestion des organisations à participation de l'État, la gouvernance d'entreprise et la privatisation, et a mené une analyse des activités financières et économiques des entreprises.

### Agence fédérale pour la gestion des biens de l'État
De 2004 à 2012, Nikitin a travaillé à l'Agence fédérale pour la gestion des biens de l'État en tant que chef du département des biens des organisations du secteur commercial, en tant que chef adjoint de l'agence et, de décembre 2011 à juin 2012, en tant que chef. Au cours de son séjour à l'agence, il a mis en œuvre un certain nombre de projets majeurs. En tant que membre du conseil d'administration, il a représenté les intérêts de l'État dans de grandes entreprises russes telles que Rosneft, Transneft, la Système énergétique unifié, la société par actions ouverte Aeroflot, la société par actions ouverte NPK, Uralvagonzavod, la société ouverte société par actions Concern VKO, Almaz-Antei, Energuia, société par actions ouverte Sovcomflot et société par actions ouverte Alrosa.

### Gouverneur de l'oblast de Nijni Novgorod
Le 26 septembre 2017, par décret du président russe Nikitine, il a été nommé gouverneur par intérim de l'oblast de Nijni Novgorod « avant la nomination d'une personne élue par le gouverneur de l'oblast de Nijni Novgorod ». En décembre 2017, il rejoint le parti politique Russie Unie. Il est élu lors des élections infranationales russes de 2018, et à nouveau lors de celles de 2023.